# Tiscamanita
Tiscamanita es una localidad española del municipio de Tuineje, situado en la isla de Fuerteventura, perteneciente a la provincia de Las Palmas, en la comunidad autónoma de Canarias.

## Toponimia
El nombre del lugar puede encontrarse escrito con las grafías Tiscamanita y Tisguimanita.

## Historia
Hacia mediados del siglo XIX, el lugar, una pago ya por entonces dependiente de Tuineje, tenía contabilizada una población de 580 habitantes. Aparece descrito en el decimocuarto volumen del Diccionario geográfico-estadístico-histórico de España y sus posesiones de Ultramar de Pascual Madoz con las siguientes palabras:

TISGUIMANITA: pago dependiente del ayunt. y parr. de Tuineje, en la isla de Fuerteventura, prov. de Canarias part. jud. de Teguise; sit. en una loma caliza, cuyo terr. en años de lluvias produce lo mismo que la v. de que depende, sino se pierde hasta la semilla. Junto á este pago hay barr. en los cuales corre agua, la que si se aprovechara para el riego seria de gran utilidad; á sus orillas se crian árboles frutales de diferentes especies; pero como se ha dicho en otros puntos, la pasion á la ganaderia y en especial á las cabras, hace que lo sacrifiquen todo á este ramo de industria. En este cas. hay una ermita dedicada á San Marcos, en la que se dice misa á espensas del pueblo todos los dias festivos. Sus manufacturas é ind. son tejidos de lienzos caseros para consumo de sus mismos hab. pobl.: 580 alm.: riqueza y contr. con el ayuntamiento.
(Madoz, 1849, p. 765)

En 2023, la entidad singular de población tenía empadronados 504 habitantes y el núcleo de población, 462.

## Patrimonio
Hay en la localidad una ermita de San Marcos.